# Mountain View, (okrug Chaves, Novi Meksiko)
Mountain View je neuključeno područje u okrugu Chavesu u američkoj saveznoj državi Novom Meksiku. 

## Zemljopis
Nalazi se na 33°20′24″N 104°31′24″W / 33.34000°N 104.52333°W